# サンタレッシオ・シークロ
サンタレッシオ・シークロ（イタリア語: Sant'Alessio Siculo, シチリア語: Sànt'Alessi）は、イタリア共和国シチリア州メッシーナ県にある、人口約1,500人の基礎自治体（コムーネ）。

## 地理

### 位置・広がり

#### 隣接コムーネ
隣接するコムーネは以下の通り。
- カザルヴェッキオ・シークロ
- フォルツァ・ダグロ
- サンタ・テレーザ・ディ・リーヴァ
- サーヴォカ